# 勾金駅
勾金駅（まがりかねえき）は、福岡県田川郡香春町大字中津原にある平成筑豊鉄道田川線の駅である。駅番号はHC17。
当駅の約500メートル西側にある福岡県立田川高等学校がネーミングライツを取得し、2009年（平成21年）4月1日より愛称付きの駅名が田川高校前 勾金駅となっている。

## 歴史
- 1885年（明治18年）8月15日：豊州鉄道の香春駅（かわらえき・初代）として開業、旅客・貨物営業を開始[3]。
- 1899年（明治32年）1月25日：当駅 - 夏吉間の支線が開業[4]。
- 1901年（明治34年）9月3日：九州鉄道が豊州鉄道を合併、同社の駅となる[4]。
- 1905年（明治38年）3月1日：当駅 - 夏吉間の旅客営業を廃止[4]。
- 1907年（明治40年）7月1日：九州鉄道の国有化により帝国鉄道庁（後に鉄道省、運輸通信省を経て日本国有鉄道）の駅となる[3][4]。
- 1909年（明治42年）10月12日：線路名称制定により田川線の駅となる[4]。
- 1943年（昭和18年）5月1日：勾金駅に改称[3]。なお、旧・小倉鉄道の上香春駅が2代目香春駅に改称した。
- 1971年（昭和46年）10月20日：業務委託駅となる[5]。
- 1973年（昭和48年）4月1日：当駅 - 夏吉駅間の貨物支線を廃止[4]。
- 1980年（昭和55年）10月1日：貨物の取り扱い範囲を、専用線発着の車扱貨物のみに縮小[3]。
- 1984年（昭和59年）2月1日：荷物の取り扱いを廃止[3]。無人駅となる[1][6]。
- 1987年（昭和62年）4月1日：国鉄分割民営化により、九州旅客鉄道（JR九州）・日本貨物鉄道（JR貨物）が継承[3]。
- 1989年（平成元年）10月1日：JR九州から平成筑豊鉄道に転換、同社田川線の駅に[3]。JR貨物勾金駅は廃止[3]。
- 2009年（平成21年）4月1日：ネーミングライツにより「田川高校前」の愛称が付く[2]。

## 駅構造

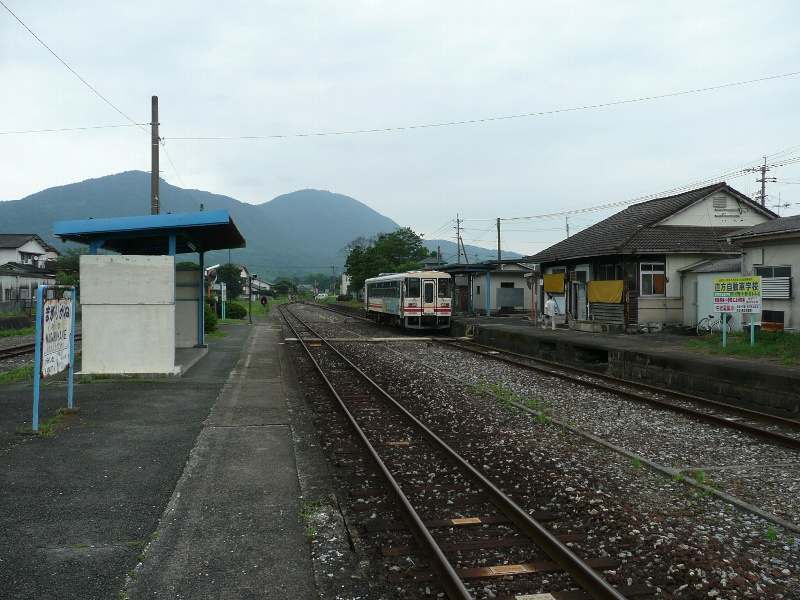
ホーム（2008年7月）

地上駅であり、相対式ホーム2面2線を有する列車行違い（交換）可能な無人駅で駅舎がある。駅舎には以前ラーメン店が入っていたが、現在は美容院「g」が入居している。上りと下りのホームは構内踏切で結ばれている。車椅子は、上りホームは田川高校方向へは出入り可能であるが、下りホーム（駅舎）には段差があるため、利用は難しい。

### のりば
| ホーム | 路線    | 方向 | 行先                     | 備考 |
| ------ | ------- | ---- | ------------------------ | ---- |
| 駅舎側 | ■田川線 | 下り | 田川伊田・金田・直方方面 |      |
| 反対側 | ■田川線 | 上り | 犀川・行橋方面           |      |

※案内上ののりば番号は割り当てられていない。

### 日本セメント専用線
当駅では、開業時から平成筑豊鉄道転換前の1989年（平成元年）まで貨物営業を行っていた。また、1976年（昭和51年）から1989年まで日本セメント（現・太平洋セメント）の専用線が接続していた。
日本セメントの香春工場は、香春駅近くで1935年（昭和10年）6月に操業を開始し、香春駅に繋がる専用線を保有していた。香春工場の生産量増強による新しい船積み基地が苅田港に新設されると、1976年（昭和51年）12月に日本セメント専用線が当駅側にも敷設され、セメント輸送が苅田港駅との間で開始された。工場と当駅を結ぶ専用線は総延長3.0kmで、そのうち2.3kmは当駅と国鉄の旧・夏吉駅を結ぶ田川線の貨物支線を転用した。旧・夏吉駅は4本の線路を持つヤードとなり、このヤードから当駅まではDE10形ディーゼル機関車、工場までは日本セメントの私有機が貨物列車を牽引していた。
この日本セメント専用線は、香春駅の専用線が廃止された後も使用され続けたが、JR田川線の平成筑豊鉄道転換が行われる直前の1989年7月9日限りで廃止された。廃止時点では、セメント輸送列車は当駅と苅田港駅の間で1日3往復（火・土曜日は1日4往復）、20両の貨車を牽引する形態で運転されていた。
|            | 日本セメント専用線周辺配線略図（1978年） |
| 凡例 出典: |                                          |

## 駅周辺
- 福岡県立田川高等学校
- 勾金郵便局
- 無量光寺
- 紫竹原公民館
- 貴船神社
- 福岡県道52号八女香春線
- 福岡県道204号田川犀川線
- 香春町史跡公園 - 旧田川農林高校の敷地内。
- 鎮西八郎為朝屋敷跡の碑 - 旧田川農林高校の正門付近。

※添田線があった頃は、当駅と国鉄上伊田駅とが近く、乗換客もいたという。

## 隣の駅
平成筑豊鉄道
■田川線
柿下温泉口駅 (HC18)   - 勾金駅 (HC17)   - 上伊田駅 (HC16)